# 镬底潭
镬底潭是一个位于中国江苏省苏州市吴中区车坊镇以北的淡水湖，面积约为1.59平方千米，属于长江区。它的一级流域为长江流域，二级流域为长江干流水系。湖南岸为苏州绕城高速公路。

## 历史
1932年2月22日，美国飞行员罗伯特·麦考利·肖特在与日军的空战中被六架日机包围。肖特在击落一架日机和击毙一名指挥官后，遭日机击中而连机坠毁于此湖中而牺牲。